# أكاديمية النيل للعلوم
أكاديمية النيل للعلوم، أكاديمية مصرية خاصة مقرها مدينة المنصورة في محافظة الدقهلية، أنشئت بموجب قرار وزارة التعليم العالي لسنة 2012.

## معاهد الأكاديمية
تضم الأكاديمية 4 معاهد هم:
- معهد النيل العالي للهندسة
- معهد النيل للغات
- معهد النيل العالي للعلوم التجارية
- معهد النيل للنظم والمعلومات